# 地蔵浄土
地蔵浄土（じぞうじょうど）は、日本の民話の一つ。「隣の爺型」昔話に分類される。

## 解説
正直者の爺が地中の異世界に迷い込み、そこで出会った地蔵に「間もなく鬼が現れて博打を始めるので、隠れて鶏の鳴きまねをすればよい」と勧められる。爺が朝方ごろに鷄の鳴きまねをすれば朝を恐れる鬼は銭金を置いて逃げ出し、爺は金を首尾よく持ち帰って金持ちになる。隣の欲張り爺が真似して失敗し、鬼に食われてしまう。「おむすびころりん」に似た形式である。

## あらすじ
山形県新庄市の例
あるところに爺と婆があった。ある日、爺が土間の掃き掃除をしていたら、団子が落ちていた。団子は転がり、土間の隅の穴に落ちる。団子を追う爺も穴に吸い込まれる。穴の中は不思議と明るく、そこに地蔵が立っていた。
爺が地蔵に団子の行方を尋ねると、地蔵は「この地蔵が半分食ってしまった。ごちそうさん」と礼を述べ、爺に「しばらくすれば鬼コ集まって博打をぶちに来っさげ、俺の頭さ昇って待ちでろ。鬼コだまして博打の銭コべろっと取り上げてけましょ。この団扇でバダバダあおいで鶏コのまねすなだぞ」
と、恐縮する爺を自身の頭の上に登らせて隠す。やがて話に違わず鬼どもが集まり、博打を始める。場が乱れて銭金がすべて出そろった頃合いを地蔵が見計らって合図を出し、爺は団扇でバタバタあおいで羽音を出し、「コケコッコー」と鶏の鳴きまねをすれば、朝を恐れる鬼どもは銭金を放り出して逃げ出した。
爺は金をすべて集めて家に戻り、婆と喜び合っていたところ、隣家の欲張り婆が訪ねて来て驚く。正直者の爺婆は、これまでの顛末をすべて正直に話してやった。
隣家の土間にも団子が落ちていた。団子は転がり、土間の穴に落ち、欲張り爺も地中に吸い込まれる。そこには話にたがわず地蔵があったが、地蔵は何も言わない。欲張り爺は「このばか地蔵！」と悪態をついて、泥足のままで地蔵の頭上に登って隠れる。やがて鬼が集まり博打を始めるが、欲張り爺は待ちきれず鶏の鳴きまねをしてしまう。鬼は銭を放り出して逃げ出したが、そのうちの一匹が慌てた拍子に鼻の穴を炉の自在鉤に引っ掛けてしまう。それを見た欲張り爺はあまりの面白さに笑い出し、鬼に気が付かれて捕らえられ、「鬼どごだますとはたいした悪りもんだ」と、酒の肴として食われてしまった。
軽はずみに人のマネをするものではない、という教訓で終わる。

## バリエーション
（地方などによりバリエーションあり）
- 鹿児島県喜界島、宮崎県宮崎郡、熊本県玉名郡では、正直爺と欲張り爺ではなく実子と継子の話とされる。薪や栗を拾うように言いつけられた継子が山中に泊まり、神や地蔵の助言で鶏の鳴きまねをして鬼の宝物を持ち帰る。真似た実子が鬼に食われる。九州地方では正直爺と意地悪爺が主人公の話であっても舞台は「地中の異世界」ではなく「山中」である場合が多い[3]。

- 広島県豊田郡では、婆が転がした餅が地獄にまで落ちる。追う婆が鬼に尋ねると「わしが食った。かわりに粥を炊いてやる」というので、鬼が目を離したすきに金の杓子を盗んで持ち帰る。隣の婆が真似て地獄に行くと、この前の泥棒婆だと金棒で殴られる[4]。岡山県久米郡では、爺が転がした握り飯を追って地中に行くと、鬼が相撲をとっていた。握り飯の礼として、欲しいものが自在に出るという金の杓子をくれる。爺は米と蔵を出して長者になる。隣の爺がまねて鬼の元から金の杓子を盗み出す。「米蔵」を出そうとすれば「小盲」が出て、隣の爺はいじめられる。島根県大田市では、婆が柴刈りに行って団子を落とし、転げ込んだ穴で地蔵に出合う。地蔵から「鬼が来るから隠れて鶏の真似をすればいい」と教えられ、首尾よく宝物を持ち帰る。隣の婆が真似るが鬼に捕まり、飯炊き婆にされる。婆は椀の舟で杓子を櫂にして逃げるが、鬼が川の水を吸って捕らえようとする。だが椀がひっくり返って婆が尻を出し、鬼は思わず笑って水を吐きだした。隣の婆はその隙に無事に逃げおおせる。中国地方では「鬼の博打の金銭」ではなく「鬼の宝（穀物が無限に増える杓子など）」を持ち帰る例が多い[5]。

- 埼玉県秩父郡では、隣の爺が真似て失敗した折に、地蔵も一緒になって鬼に謝る場面がある[4]。

- 埼玉県狭山市では、地蔵は登場しない。鬼が集まって博打をする空き家で、爺が天井裏から「鎌倉の権五郎」と言って飛び降りると鬼は金を置いて逃げる。隣の爺が真似て「鎌倉の海老」というと、「海老なら食ってしまえ」と、爺は鬼に食われる[6]。

- 東北地方の伝承では、鬼に袋叩きにされて血まみれになった隣の爺が呻く姿を遠目に見た隣の婆が、「高価な赤い着物を着せられて鼻歌まじりで帰ってくる」と早合点し、家の古着をすべて焼き捨て、結局は着る物にも困る結末が散見される[7]。

- 岩手県遠野市では、転がる豆を追って地中に行くと地蔵に出合い「この先で鼠の嫁入りがあるから臼搗き仕事を手伝ってやれ。鬼が博打をするから鶏の鳴きまねをしろ」と教えられる。爺は鼠を手伝って絹の小袖をもらい、鬼が置いて逃げた銭を得て金持ちになる。隣の爺が真似るが、鼠のところで猫の真似をしたため真っ暗になり、鬼のところで見破られて折檻される。血まみれになって戻る爺を見た隣の婆は、「赤い着物を着て歌を歌っている」と早合点し、古着をすべて焼き捨ててしまった。（「鼠浄土」との結合[8]。）

- 青森県南津軽郡では、爺が地蔵から「鼠の博打」を教えられ、鶏と猫の鳴きまねで逃げ出した鼠が残した金銭を手にする。隣の爺はくしゃみをして正体がばれ、鼠に噛まれて血まみれになる[9]。

- 青森県むつ市では、山仕事をしていた爺が落とした握り飯を追った先で、鼠が博打をしていた。鶏の真似をすれば鼠は皆逃げ、爺は金銭を手にする。隣の爺が真似て猫の鳴きまねをすれば、鼠に噛まれて血まみれになる[9]。

## 解釈
地蔵浄土、鼠浄土（おむすびころりん）はいずれも善良な主人公が大切な食料を媒介として地中の異世界に至り、幸福を授かる。真似た不信心者が失敗する。どちらが先かは別として、同系の説話であることは明確である。